# Episodi di The Border (prima stagione)
La prima stagione della serie televisiva The Border è stata trasmessa in anteprima in Canada dalla CBC tra il 7 gennaio 2008 e il 31 marzo 2008.
| nº | Titolo originale         | Titolo italiano | Prima TV Canada  | Prima TV Italia |
| -- | ------------------------ | --------------- | ---------------- | --------------- |
| 1  | Pockets of Vulnerability |                 | 7 gennaio 2008   |                 |
| 2  | Gray Zone                |                 | 14 gennaio 2008  |                 |
| 3  | Bodies on the Ground     |                 | 21 gennaio 2008  |                 |
| 4  | Gross Deceptions         |                 | 28 gennaio 2008  |                 |
| 5  | Compromising Positions   |                 | 4 febbraio 2008  |                 |
| 6  | Physical Assets          |                 | 11 febbraio 2008 |                 |
| 7  | Family Values            |                 | 18 febbraio 2008 |                 |
| 8  | Enemy Contact            |                 | 25 febbraio 2008 |                 |
| 9  | Restricted Access        |                 | 3 marzo 2008     |                 |
| 10 | Normalizing Relations    |                 | 10 marzo 2008    |                 |
| 11 | Civil Disobedience       |                 | 17 marzo 2008    |                 |
| 12 | Grave Concern            |                 | 24 marzo 2008    |                 |
| 13 | Blowback                 |                 | 31 marzo 2008    |                 |